# Mand med kamera
|  | Denne artikel er oprettet af botten PalnaBot ud fra en ekstern database. Den kan derfor have sproglige fejl eller mangler. Denne skabelon kan fjernes efter kontrol af indholdet. |

Mand med kamera er en portrætfilm fra 1995 instrueret af Katia Forbert Petersen efter manuskript af Katia Forbert Petersen, Wladyslaw Forbert.

## Handling
I tre generationer, har filmkameraet været forbundet med vores familie. Denne måde at betragte verden på er blevet noget eksistentielt for os. Det har styrket og hjulpet os med at overleve. Med faderens 80-års fødselsdagsfest og disse ord indleder instruktør, producenten og filmfotograf Katia Forbert Petersen sin beretning om sin jødisk-polske fars, Wladyslaw Forberts virke. Han har oplevet mellemkrigstidens jødeforfølgelser, Anden Verdenskrigs rædsler som krigsfotograf for Den røde armé, og han var med ved befrielsen af Berlin og Nürnberg-processen. Han har dokumenteret vor voldsomme tid, men har også oplevet at blive misbrugt i propagandaens tjeneste, før nye jødeforfølgelser tvang ham og hans familie til i 1969 at slå sig ned i Danmark.